# محاند السعيد حنوز
محند السعيد حنوز (بالفرنسية: Mohand Saïd Hanouz)‏ هو كاتب و نحوي وطبيب أمازيغي جزائري كان يشغل منصب رئيس الأكاديمية البربرية في باريس رفقة محند أعراب بسعود ولد سنة 1902 في منطقة سوق أوفلة بولاية بجاية شرق العاصمة وتوفي سنة 1998 وكان له الفضل في الترويج للثقافة الأمازيغية والتعريف بها في الخارج.